# Nickies
Nickies var ett dansband från Sverige, bildat 1969 med Kikki Danielsson som sångerska. Bandet upplöstes då en bandmedlem omkom i en trafikolycka .